# Cardiochiles apicalis
Cardiochiles apicalis är en stekelart som först beskrevs av Cresson 1873.  Cardiochiles apicalis ingår i släktet Cardiochiles och familjen bracksteklar. Inga underarter finns listade.